# Seattle
Seattle [sijêtəl] je pristaniško mesto v zvezni državi Washington na severu zahodne obale Združenih držav Amerike. Je največje mesto v tej zvezni državi in regiji, leta 2020 pa je imelo 737.015 prebivalcev. Metropolitansko območje je s približno 4 milijoni prebivalcev 15. najbolj poseljeno v Združenih državah Amerike. Mesto je dobilo ime po poglavarju Seattleu.
Seattle leži na zemeljski ožini med ozkim Pugetovim zalivom Tihega oceana in jezerom Washington. Oddaljen je približno 160 kilometrov od meje s Kanado ter je najbolj severno veliko mesto celinskih Združenih držav Amerike. Pristanišče v Seattlu je po številu obravnavanih zabojnikov četrto največje v Združenih državah Amerike, pomembno pa je predvsem za trgovske povezave z vzhodno Azijo.
Staroselci so na območju sedanjega mesta Seattle živeli najmanj 4000 let pred prihodom Evropejcev. Prvotna industrijska panoga po ustanovitvi stalnega naselja je bilo gozdarstvo. Proti koncu 19. stoletja se je v mestu razvilo ladjedelstvo ter je bil Seattle glavno pristanišče za ladje, ki so plule proti Aljaski v času zlate mrzlice. Po drugi svetovni vojni se je razvila letalska industrija, ko je bil v Seattlu sedež podjetja Boeing. V sedanjosti je mednarodno letališče Seattle-Tacoma tudi domače letališče letalske družbe Alaska Airlines, ki je ena največjih letalskih družb na pacifiški obali Združenih držav Amerike.
V osemdesetih letih 20. stoletja je Seattle postal sedež številnih podjetij, ki so se ukvarjala z računalniki in ostalimi novimi tehnologijami. Podjetji Microsoft in Amazon sta bili ustanovljeni v tem mestu oziroma njegovi okolici. Prav zaradi vznika računalniških in spletnih podjetij med letoma 1990 in 2000 je bila zabeležena rast števila prebivalcev za približno 50.000 ljudi.
Seattle je znan tudi kot sedež glasbene industrije. Sredi 20. stoletja je bilo v središču mesta nekaj deset džezovskih klubov, v osemdesetih letih pa se je v Seattlu razvila glasbena zvrst grunge.